# Umjetni organ
Umjetni organ je organski uređaj ili tkivo koje je napravio čovjek koji se ugrađuje ili integrira u osobu - međusobno povezano sa živim tkivom - da zamijeni prirodni organ, duplicira ili pojača određenu funkciju ili funkcije kako bi se pacijent mogao vratiti normalnom životu što je prije moguće. Zamijenjena funkcija ne mora biti za održavanje života, ali često jest. Na primjer, nadomjesci za kosti i zglobove, poput onih koji se koriste u zamjenama kuka, također se mogu smatrati umjetnim organima.
Definicija implicira da uređaj ne mora biti trajno spojen na stacionarno napajanje ili druge stacionarne resurse, kao što su filteri ili jedinice za kemijsku obradu. (Periodično brzo punjenje baterije, kemijsko punjenje i/ili čišćenje/zamjena filtera isključilo bi uređaj iz statusa umjetnog organa.) Stoga, uređaj za dijalizu, iako vrlo uspješan i kritično važan uređaj za održavanje života, gotovo u potpunosti zamjenjuje uloge bubrega, ali nije umjetni organ.
Izgradnja i postavljanje umjetnih organa, u početku iznimno intenzivan i skup proces, može zahtijevati dugotrajne usluge održavanja koje nisu potrebne za prirodni organ. Neki od razloga za korištenje umjetnog organa su:
- pružanje podrške životu kako bi se spriječila neposredna smrt dok se čeka na transplantaciju (npr. umjetno srce);
- dramatično poboljšanje pacijentove sposobnosti da se brine o sebi (npr. umjetni ud);
- poboljšanje pacijentove sposobnosti socijalne interakcije (npr. kohlearni implantat); ili
- poboljšanje kvalitete života pacijenta kroz kozmetičku obnovu nakon operacije raka ili nezgode.

Korištenju bilo kojeg umjetnog organa od strane ljudi gotovo uvijek prethode opsežni pokusi na životinjama. Početno testiranje na ljudima često je ograničeno na one koji su već suočeni sa smrću ili koji su iscrpili sve druge mogućnosti liječenja.

## Galerija
- Umjetno srce
- Implantat u uhu
- Umjetna noga
- Proteza koljena